# Banco Nacional de Dinamarca
El Banco Nacional de Dinamarca (en danés: Danmarks Nationalbank, o a menudo solo Nationalbanken) es el banco central del Reino de Dinamarca. Es un no-miembro de la eurozona que pertenece al Sistema Europeo de Bancos Centrales (ESCB). El Banco es quien acuña la moneda nacional: la Corona danesa

## Historia
El banco fue fundado el 1 de agosto de 1818 por el Rey Federico VI de Dinamarca. Al banco privado se le otorgó durante 90 años el monopolio de a acuñación de la moneda, período que fue extendido en 1907 hasta 1938. En 1914, el banco nacional se convirtió en la banca única del Gobierno de Dinamarca. El banco se desvinculó completamente del gobierno en 1936.
El edificio fue diseñado por el arquitecto Arne Jacobsen en colaboración con Hans Dissing y Otto Weitling. Tras la muerte de Jacobsen su estudio, rebautizado Dissing+Weitling, concluyó la obra.

## Funciones
El objetivo del Banco Nacional de Dinamarca como institución independiente y creíble es asegurar y estabilizar la Corona. 
El consejo de gobierno mantiene aún responsabilidad completa sobre la política monetaria. El consejo de gobierno está formado por tres miembros. El Director del Consejo de Gobierno es Gobernador por designación Real. Los otros dos Gobernadores son designados por el consejo de Directores. 
El Danmarks Nationalbank sume todas las funciones relacionadas con la administración de la deuda del gobierno central danés. La división de responsabilidad está dispuesta mediante un acuerdo entre el Ministerio de Finanzas y el propio Banco.

## Logotipo
El logotipo oficial del banco es una versión del siglo XIX del Escudo de Dinamarca que muestra las insignias de Dinamarca, Schleswig y Holstein. Estas dos últimas provincias fueron perdidas en 1864 durante la Guerra de los Ducados o Segunda Guerra de Schleswig, y el banco es la única institución oficial que aún conserva la insignia. Desde el siglo XIX , las monedas acuñadas por el banco llevan un marca de impresión en forma de corazón. Antes de entonces, la casa de la moneda usaba una marca mostrando la Corona Real de Cristián V.